# Вселенная «Стрелы»
Вселенная «Стрелы» (англ. Arrowverse) — вымышленная вселенная, созданная каналом The CW на основе комиксов издательства DC Comics. На данный момент эта вселенная насчитывает восемь сезонов телесериала «Стрела», девять сезонов телесериала «Флэш», семь сезонов телесериала «Легенды завтрашнего дня», шесть сезонов телесериала «Супергёрл», три сезона «Бэтвумен», четыре сезона телесериала «Чёрная Молния» а также два сезона анимационного веб-сериала «Виксен» и совершенно новый проект — сериал «Борцы за свободу: Луч». Кроме того, в той же вселенной происходят события закрытого телесериала производства канала NBC под названием «Константин», главный герой которого появился в 4 сезоне «Стрелы» и «Легендах завтрашнего дня». Также события вселенной телесериала «Супергёрл» и события вселенной происходили в одной мульти-вселенной (до «Кризиса на Бесконечных Землях»): в первом сезоне «Супергёрл» имеется кроссовер с «Флэшем», а главная героиня сериала появилась в официальных кроссоверах «Вторжение!», «Кризис на Земле-X», «Иные миры» и «Кризис на Бесконечных Землях».
Поскольку Телевизионная вселенная DC канала The CW представляет собой являющиеся ТВ-адаптациями комиксов сериалы, в основном актёрском составе каждого из них обозначались постоянные актёры: Стивен Амелл в роли Оливера Куина / Зелёной стрелы в телесериале «Стрела», Грант Гастин в роли Барри Аллена / Флэша в телесериале «Флэш»; Виктор Гарбер в роли профессора Мартина Штайна, Брэндон Раут в роли Рэя Палмера / Атома , Артур Дарвилл в роли Рипа Хантера, Сиара Рене в роли Кендры Сандерс / Орлицы, Франц Драмех в роли Джефферсона Джексона, Доминик Перселл в роли Мика Рори / Тепловой волны, Уэнтуорт Миллер в роли Леонарда Снарта / Капитана Холода, Кейти Лотц в роли Сары Лэнс / Белой Канарейки, Ник Зано в роли Нейта Хэйвуда / Стали и Мэйси Ричардсон-Селлерс в роли Амаи Дживи / Виксен в телесериале «Легенды завтрашнего дня»; Мегалин Эчиканвоке в роли Мари МакКейб / Виксен в веб-мультфильме «Виксен». Многие персонажи одного телесериала после (или прежде) появлялись в другом и были сыграны (озвучены) теми же актёрами.
Кроме того, в Телевизионную Вселенную DC канала The CW входят цифровые комиксы (в цифровом и бумажном форматах) и мини-сериалы «Гонка крови» и «Хроники Циско», выпущенные в качестве дополнений к основным сериалам вселенной.
В 2020 году Эзра Миллер сыграл роль Барри Алена из фильмов Отряд Самоубийц и Лига Справедливости в четвёртой части кроссовера «Кризис на Бесконечных Землях» тем самым показав связь между Вселенной «Стрелы» и Расширенной вселенной DC

## Создание
В январе 2012 года канал The CW заказал пилотный эпизод сериала «Стрела», события которого рассказали бы о становлении супергероя Зелёной стрелы. Создателями сериала стали Эндрю Крайсберг, Грег Берланти и Марк Гуггенхайм, а на главную роль был выбран Стивен Амелл. Развивая идею данного сериала, Гуггенхайм признался, что их творческая группа хотела «взять [свой] собственный курс, творить [свою] собственную судьбу» и избежать любых прямых связей с сериалом «Тайны Смолвиля», где уже имеется персонаж по прозвищу Зелёная стрела (в исполнении Джастина Хартли). В июле 2013 года Крайсберг, Берланти и Джефф Джонс объявили, что к производству готовится спин-офф «Стрелы», телесериал «Флэш». Персонаж по имени Барри Аллен, роль которого досталась Гранту Гастину, по планам создателей должен был появиться в трёх эпизодах второго сезона материнского сериала. При этом последний из них должен был играть роль встроенного пилота, но позднее предпочтение отдали традиционной пилотной серии.
В январе 2015 года The CW объявили о намерении создать анимационный сериал про Виксен, все серии которого предназначались для показа по их дочерней сети, CW Seed, начиная с конца 2015 года. События мультсериала, как планировалось, разворачиваются в той же вселенной. что и события «Стрелы» и «Флэша». Амелла и Гастина пригласили для озвучивания анимационных версий их персонажей, в то время как Виксен должна была появиться вживую в одном из эпизодов «Стрелы» или «Флэша». Через месяц была раскрыта информация о начале переговоров по поводу создания сериала о команде супергероев, премьера которого состоялась бы в хиатус-перерыве телевизионного сезона 2015-16 гг. Берланти, Крайсберг, Гуггенхайм и Сара Шечтер должны были стать исполнительными продюсерами нового шоу, в котором были бы задействованы различные персонажи как «Стрелы», так и «Флэша». В мае 2015 года The CW официально подтвердили начало производства сериала «Легенды завтрашнего дня», премьера которого запланирована на январь 2016 года. Как выразился президент канала Марк Педовиц «нет никакого смысла в этом плане заморачиваться» насчёт того, кого ещё можно было ввести в существующую вселенную. Хотя после того, как стало известно о продлении «Виксен» на второй сезон, он добавил: «Хочется надеяться, что персонаж покажет себя, в противном случае мы возможно сделаем её одной из Легенд» в «Легендах завтрашнего дня».
В августе 2015 года, в видео о производстве первого сезона «Виксен», Марк Гуггенхайм назвал созданную ими вселенную «Вселенной Стрелы» (англ. Arrowverse), а позднее Крайсберг подтвердил, что именно это название используется создателями. В различных СМИ вселенная упоминалась как «Вселенная Стрелы и Флэша» (англ. Flarrowverse), «Берланти-вселенная» (англ. Berlanti-verse) и «Телевизионная вселенная DC» (англ. DC TV-verse). В октябре того же года исполнительный продюсер «Стрелы» Венди Мерикл открыла, что продюсеры наняли кого-то, чтобы следить за персонажами и событиями всех сериалов с целью установить, как соотносятся графики этих событий, а исполнительный продюсер «Флэша» Аарон Хелбинг в апреле 2016 года признался, что «иногда графики событий соотносятся не точно… и материал находится вне нашего контроля». Например, это относится к тому, как Флэш появляется в одном из эпизодов «Стрелы», но в эпизоде «Флэша», вышедшем на той же неделе, нет ни слова о том, что он покидал Централ-сити.
В августе 2016 года было объявлено о производстве ещё одного анимационного сериала для CW Seed — «Борцы за свободу: Луч». Как и в случае с «Виксен», главный персонаж, Рэймонд «Рэй» Террилл / Луч, появится вживую в каком-любо эпизоде одного из сериалов вселенной.

## Телесериалы
| Сериал                   | Сезон       | Сезон       | Количество эпизодов | Дата показа     | Дата показа      | Шоураннер(ы)                                               |
| Сериал                   | Сезон       | Сезон       | Количество эпизодов | Премьера сезона | Финал сезона     | Шоураннер(ы)                                               |
| Телесериалы              | Телесериалы | Телесериалы | Телесериалы         | Телесериалы     | Телесериалы      | Телесериалы                                                |
| ------------------------ | ----------- | ----------- | ------------------- | --------------- | ---------------- | ---------------------------------------------------------- |
| Стрела                   |             | 1           | 23                  | 10 октября 2012 | 15 мая 2013      | Грег Берланти, Эндрю Крайсберг и Марк Гуггенхайм           |
| Стрела                   |             | 2           | 23                  | 9 октября 2013  | 14 мая 2014      | Грег Берланти, Эндрю Крайсберг и Марк Гуггенхайм           |
| Стрела                   |             | 3           | 23                  | 8 октября 2014  | 13 мая 2015      | Марк Гуггенхайм                                            |
| Стрела                   |             | 4           | 23                  | 7 октября 2015  | 25 мая 2016      | Венди Мерикл и Марк Гуггенхайм                             |
| Стрела                   |             | 5           | 23                  | 5 октября 2016  | 24 мая 2017      | Венди Мерикл и Марк Гуггенхайм                             |
| Стрела                   |             | 6           | 23                  | 12 октября 2017 | 17 мая 2018      | Грег Берланти, Эндрю Крайсберг и Марк Гуггенхайм           |
| Стрела                   |             | 7           | 22                  | 15 октября 2018 | 13 мая 2019      | Бет Шварц                                                  |
| Стрела                   |             | 8           | 10                  | 15 октября 2019 | 28 января 2020   | Марк Гуггенхайм и Бет Шварц                                |
| Флэш                     |             | 1           | 23                  | 7 октября 2014  | 19 мая 2015      | Эндрю Крайсберг                                            |
| Флэш                     |             | 2           | 23                  | 6 октября 2015  | 24 мая 2016      | Эндрю Крайсберг, Габриэль Стэнтон, Аарон и Тодд Хелбинги   |
| Флэш                     |             | 3           | 23                  | 4 октября 2016  | 23 мая 2017      | Аарон и Тодд Хелбинги и Эндрю Крайсберг                    |
| Флэш                     |             | 4           | 23                  | 10 октября 2017 | 22 мая 2018      | Эндрю Крайсберг и Тодд Хелбинг                             |
| Флэш                     |             | 5           | 22                  | 9 октября 2018  | 14 мая 2019      | Тодд Хелбинг                                               |
| Флэш                     |             | 6           | 19                  | 8 октября 2019  | 12 мая 2020      | Эрик Уолис                                                 |
| Флэш                     |             | 7           | 18                  | 2 марта 2021    | 20 июля 2021     | Эрик Уолис                                                 |
| Флэш                     |             | 8           | 20                  | 16 ноября 2021  | 29 июня 2022     | Эрик Уолис                                                 |
| Константин               |             | 1           | 13                  | 24 октября 2014 | 13 февраля 2015  | Нил Маршалл                                                |
| Супергёрл                |             | 1           | 20                  | 26 октября 2015 | 18 апреля 2016   | Грег Берланти, Эллисон Адлер, Эндрю Крайсберг, Сара Шечтер |
| Супергёрл                |             | 2           | 22                  | 10 октября 2016 | 22 мая 2017      | Грег Берланти, Эллисон Адлер, Эндрю Крайсберг, Сара Шечтер |
| Супергёрл                |             | 3           | 23                  | 9 октября 2017  | 18 июня 2018     | Эндрю Крайсберг, Джессика Квеллер и Роберт Ровнер          |
| Супергёрл                |             | 4           | 22                  | 14 октября 2018 | 21 мая 2019      | Джессика Квеллер и Роберт Ровнер                           |
| Супергёрл                |             | 5           | 19                  | 6 октября 2019  | 17 мая 2020      | Джесси Уарн и Тауния Маккирнан                             |
| Супергёрл                |             | 6           | 20                  | 30 марта 2021   | 9 ноября 2021    | Джесси Уарн и Тауния Маккирнан                             |
| Легенды завтрашнего дня  |             | 1           | 16                  | 21 января 2016  | 19 мая 2016      | Фил Клеммер и Крис Федак                                   |
| Легенды завтрашнего дня  |             | 2           | 17                  | 13 октября 2016 | 4 апреля 2017    | Фил Клеммер и Крис Федак                                   |
| Легенды завтрашнего дня  |             | 3           | 18                  | 10 октября 2017 | 9 апреля 2018    | Фил Клеммер и Марк Гуггенхайм                              |
| Легенды завтрашнего дня  |             | 4           | 16                  | 22 октября 2018 | 20 мая 2019      | Фил Клеммер                                                |
| Легенды завтрашнего дня  |             | 5           | 15                  | 14 января 2020  | 2 июня 2020      | Сара Шечтер                                                |
| Легенды завтрашнего дня  |             | 6           | 15                  | 2 мая 2021      | 5 сентября 2021  | Кето Шимидзу и Фил Клеммер                                 |
| Легенды завтрашнего дня  |             | 7           | 13                  | 13 октября 2021 | 2 марта 2022     | Кето Шимидзу                                               |
| Чёрная Молния            |             | 1           | 13                  | 16 января 2018  | 17 апреля 2018   | Мара Брок Акил и Салим Акил                                |
| Чёрная Молния            |             | 2           | 16                  | 9 октября 2018  | 18 марта 2019    | Мара Брок Акил и Салим Акил                                |
| Чёрная Молния            |             | 3           | 16                  | 7 октября 2019  | 9 марта 2020     | Мара Брок Акил и Салим Акил                                |
| Чёрная Молния            |             | 4           | 13                  | 8 февраля 2021  | 24 мая 2021      | Мара Брок Акил и Салим Акил                                |
| Бэтвумен                 |             | 1           | 20                  | 6 октября 2019  | 17 мая 2020      | Кэролайн Дрис и Грег Берланти                              |
| Бэтвумен                 |             | 2           | 18                  | 17 января 2021  | 27 июня 2021     | Кэролайн Дрис                                              |
| Бэтвумен                 |             | 3           | 13                  | 13 октября 2021 | 2 марта 2022     | Кэролайн Дрис                                              |
| Старгёрл                 |             | 1           | 13                  | 18 мая 2020     | 10 августа 2020  | Джефф Джонс                                                |
| Старгёрл                 |             | 2           | 13                  | 10 августа 2021 | 2 ноября 2021    | Джефф Джонс                                                |
| Старгёрл                 |             | 3           | 13                  | 31 августа 2022 | 7 декабря 2022   | Джефф Джонс                                                |
| Супермен и Лоис          |             | 1           | 15                  | 23 февраля 2021 | 17 августа 2021  | Грег Берланти Тодд Хелбинг и Джефф Джонс                   |
| Супермен и Лоис          |             | 2           | 15                  | 11 января 2022  | 28 июня 2022     | Грег Берланти Тодд Хелбинг и Джефф Джонс                   |
| Супермен и Лоис          |             | 3           | 13                  | 14 марта 2023   | 27 июня 2023     | Грег Берланти Тодд Хелбинг и Джефф Джонс                   |
| Супермен и Лоис          |             | 4           | 10                  | 7 октября 2024  | декабря 2024     | Грег Берланти Тодд Хелбинг и Джефф Джонс                   |
| Анимационные веб-сериалы |             |             |                     |                 |                  |                                                            |
| Виксен                   |             | 1           | 6                   | 25 августа 2015 | 29 сентября 2015 | Марк Гуггенхайм и Кето Шимидзу                             |
| Виксен                   |             | 2           | 6                   | 13 октября 2016 | 18 ноября 2016   | Марк Гуггенхайм и Кето Шимидзу                             |
| Борцы за свободу: Луч    |             | 1           | 6                   | 8 декабря 2017  | 8 декабря 2017   | Грег Берланти и Марк Гуггенхайм                            |
| Борцы за свободу: Луч    |             | 2           | 6                   | 18 июля 2018    | 18 июля 2018     | Грег Берланти и Марк Гуггенхайм                            |

### Стрела
В 2012 году Грег Берланти, Эндрю Крайсберг и Марк Гуггенхайм разработали концепцию нового телесериала о приключениях супергероя Зелёной стрелы, который они назвали «Стрела», и предложили её руководству канала The CW. Концепция в целом пришлась по душе и 12 января 2012 года канал заказал съемки пилотного эпизода. Режиссёрское кресло для съемок пилота было отдано Дэвиду Наттеру, который уже имел опыт в ТВ-экранизации комиксов о супергероях (он был режиссёром пилотного эпизода «Тайн Смолвиля»). В конце января объявили, что главную роль в сериале сыграет актёр Стивен Амелл.
В телесериале также появились персонажи, основанные на одноимённых или подобных персонажах комиксов о Зелёной Стреле и других супергероях DC Comics: Майкл Роу в роли Дэдшота, Келли Ху в роли Чайны Уайт, Ману Беннет и Джеффри С. Робинсон в роли Слэйда Уилсона и Детстроука соответственно, а также Колтон Хэйнс в роли Роя Харпера.

### Флэш
30 июля 2013 года было объявлено, что создатели сериала «Стрела» Грег Берланти и Эндрю Крайсберг, режиссёр пилотного эпизода «Стрелы» Наттер, Дэвид и сценарист из DC Comics Джефф Джонс разработают для канала The CW новый сериал о Флэше, который должен детально рассказать историю Барри Аллена. После этого объявления Крайсберг подтвердил, что Барри Аллен первоначально появится в трех эпизодах — сценаристами всех этих эпизодов станут Берланти, Крайсберг и Джонс — второго сезона «Стрелы», при этом последний, третий, эпизод с его появлением будет служить встроенным пилотным эпизодом нового сериала. Также Крайсберг добавил, что Барри будет судмедэкспертом, а появление у него сверхсил будет вполне реалистичным и обоснованным. Джонс заявил, что персонаж Флэша будет соответствовать его аналогу из комиксов, включая фирменный красный костюм, и не станет «жалкой имитацией». Крайсберг уточнил: «Никаких тренировочных костюмов или странных кодовых названий: это действительно будет Флэш». После исследования наилучшего изображения молниеносной скорости Флэша, Джонс сказал, что это будет привычное всем «объятое светом пятно».
Вскоре после окончания съемок эпизода второго сезона «Стрелы» «Три призрака» (второго из трех, в которых было запланировано появление Барри Аллена) создатели поняли, что состояние Барри в конце этого эпизода не позволит ему появится в ещё одном эпизоде. Вместо этого они написали сценарий к эпизоду с участием новых персонажей — Кейтлин Сноу (Даниэль Панабейкер) и Циско Рамона (Карлос Вальдес), что позволило им связать вселенные «Флэша» и «Стрелы» согласно первоначальной задумке.
Кроме Барри Аллена, Циско Рамона и Кейтлин Сноу в качестве главных персонажей телесериала выступили: Айрис Уэст (Кендис Паттон), доктор Харрисон Уэллс (он же Эобард Тоун, сыгран актёрами Томом Кавана и Мэттом Летчером), Эдди Тоун (Рик Коснетт) и детектив Джо Уэст (Джесси Л. Мартин).

### Легенды завтрашнего дня
В феврале 2015 года сообщалось, что канал The CW обсуждал идею телесериала-спин-оффа «Флэша» и «Стрелы», который рассказал бы о приключения команды супергероев и который мог бы выйти в перерыве между полусезонами 2015—2016 гг. Берланти и Крайсберг, вместе с Гуггенхаймом и Сарой Шечтер, должны выступить в качестве исполнительных продюсеров нового телесериала. Этот сериал должен был рассказать о некоторых персонажах, встречающихся как в телесериале «Флэш», так и в телесериале «Стрела»: Леонард Снарт (Уэнтуорт Миллер), доктор Мартин Штайн (Виктор Гарбер), Тепловая Волна (Доминик Перселл) и Рэй Палмер (Брэндон Раут). По заявлениям создателей с телесериале должна принять участие актриса Кейти Лотц, сыгравшая в телесериале «Стрела» роль Сары Лэнс. В марте 2015 года Стивен Амелл, исполнитель роли Оливера Квина / Стрелы, подтвердил, что данный сериал выйдет в сезоне 2015—2016 гг. между полусезонами «Флэша». В мае официально объявили о возвращении персонажа Сары Лэнс в Телевизионную вселенную и как следствие, Кейти Лотц вошла в актёрский состав «Легенд завтрашнего дня»

### Константин
«Константин» (англ. Constantine) — американский телесериал канала NBC, основанный на серии комиксов «Посланник ада», выпускаемых издательством DC Comics под импринтом Vertigo. Премьера сериала состоялась 24 октября 2014 года. Сериал сосредоточится на экзорцисте Джоне Константине, который, борясь со своими прошлыми грехами, так же пытается защитить человечество от сверхъестественной угрозы. Роль Джона Константина исполнил актёр Мэтт Райан. Пилотный эпизод срежиссировал Нил Маршалл, а сценарий к нему написали Дэниэл Чероне и Дэвид Гойер.8 мая 2015 года канал закрыл сериал после одного сезона.
В мае 2015 года Стивен Амелл раскрыл, что с ним вела переговоры студия DC Entertainment в связи с намерением ввести персонажа Оливера Куина в сериал «Константин»; персонаж Мэтта Райана является экспертом по Ямам Лазаря, концепту, уже использованному в сериале «Стрела». В августе 2015 года было объявлено, что Константин (Мэтт Райан) из одноимённого сериала NBC появится в четвёртом сезоне сериала «Стрела», в эпизоде «Загнанный», и станет «союзником на один раз», чтобы «избавиться от последствий воскрешения Сары Лэнс (Кейти Лотц) в Яме Лазаря Рас аль Гула». Так как оба сериала снимались на одной и той же студии, создатели смогли использовать реквизит со съёмок сериала «Константин». Режиссёр эпизодов этого сериала, Дэвид Бедхем, занял режиссёрское кресло на съёмках серии «Загнанный». Гуггенхайм признался, что у всех было такое чувство, будто они «создают полноценный кроссовер между „Константином“ и „Стрелой“, это было настолько захватывающим…. что мы по-настоящему рады, что получили шанс увидеть Мэтта Райана в роли Константина по крайней мере ещё один раз. На мой взгляд, вы сразу заметите, насколько хорошо он вписывается в нашу вселенную. Он не чувствует себя скованным, он чувствует себя замечательно». В августе 2016 года, на вопрос, почему Константин не вернулся в «Стрелу» или любой другой сериал той же вымышленной вселенной, несмотря на положительные отзывы критиков, Берланти ответил следующим образом: «Константин существует в своём определённом мире вселенной DC» и, по мнению продюсера, DC уже «исследовали возможное развитие персонажа в будущем».
В Июле 2017 года Гуггенхайм указал, что благодаря действительно хорошим переговорам с Райаном, имеет место быть его повторное появление во вселенной «Стрелы» в роли Константина появившегося в Стреле. А в Октябре 2017 года было объявлено что Райан исполняющий роль Константина появиться в четырёх эпизодах третьего сезона Легенд завтрашнего дня, два из которых идут в хронологическом порядке. Клеммер описал тон этих эпизодов как: "Экзорцист встречает того, кто пролетел над гнездом кукушки". Джон Константин был включён в главный каст сериала с четвёртого сезона, из-за адского и сверхъестественного сеттинга преобладающем в этом сезоне.
Во время съёмок неофициальной кроссоверной серии между Стрелой и Константином Мерикл подтвердил что эта версия Константина будет тем же самым персонажем что появился в своём сольном сериале Константин. Тем не менее Джесси Шедин из IGN заметил, что ни одно из появлений персонажа во вселенной «Стрелы» до сих пор "действительно напрямую не связано с событиями сериала «Константин», оставляя в воздухе вопрос о том, является ли этот Джон Константин тем же персонажем из своего сериала или Райан просто играет другую, очень похожую версию своего персонажа". В Ноябре 2018 Райан рассказал о связи между персонажем из сериала NBC и показанном в Стреле и Легендах Завтрашнего дня. Он сказал что эти двое были одним и тем же персонажем с "одинаковой ДНК", и сравнил внешний вид каждого с тем, как различные художники и авторы комиксов работают с персонажем: "У него есть тот же контур, но он выглядит по-другому. Волосы немного отличаются. Иногда у него другая интонация. Разные художники и писатели описывают его по-разному". Райан также отметил, что хотя в четвёртом сезоне "Легенд Завтрашнего Дня" упоминается сюжетная линия Астры из сериала NBC, она не будет исследовать сюжетную линию Брухерии, хотя Константин "все еще носит этот багаж за собой".

### Супергёрл
«Супергёрл» (англ. Supergirl) — американский телевизионный сериал, который вышел на CBS в сезоне 2015—2016 годов. Сериал основан на персонаже DC Comics Супергёрл, которая является кузиной Супермена и одним из выживших с планеты Криптон. Роль Кары Дэнверс / Супергёрл в сериале исполняет Мелисса Бенойст. 22 мая пилотный эпизод появился в свободном доступе в интернете, став жертвой онлайн-пиратства. Телевизионная премьера тем временем состоялась 26 октября 2015 года.
В ноябре 2014 года Берланти высказал заинтересованность в создании кроссоверов между сериалами вселенной «Стрелы» и «Супергёрл», а в январе 2015 года президент The CW Марк Педовиц сказал, что всегда открыт для предложений по объединению этих вселенных. Однако Нина Тэслер в интервью заявила, что не планирует делать кроссоверы между сериалами сестринских телевизионных сетей, по крайней мере, на раннем этапе: «Эти два шоу транслируются различными телесетями. Поэтому, на мой взгляд, некоторое время нам стоит попридержать Супергёрл у себя». Тем не менее в августе 2015 года Тэсслер раскрыла, что, несмотря на то, что кроссоверов не планируется в сюжете «Стрелы», «Флэша» и «Супергёрл», они, скорее всего, будут в рекламной кампании этих сериалов. В январе 2016 года Гленн Геллер, сменивший Нину Тэсслер на посту президента CBS, сказал следующее: «Я по-настоящему должен быть осторожным с тем, что говорю. Наблюдайте. ждите и будь что будет».
4 февраля 2016 года было официально объявлено, что Флэш из одноимённого сериала появится в восемнадцатой серии первого сезона сериала «Супергёрл», «Лучшие в мирах», премьера которой состоялась 28 марта 2016 года. Грег Берланти и Эндрю Крайсберг, исполнительные продюсеры обоих проектов, признались, что «поклонники и журналисты, которые постоянно спрашивали об этом, добились своего. Мы только рады создать эпизод, достойный всеобщего энтузиазма и всеобщей поддержки». В «Лучших в мирах» раскрылось, что мир Супергёрл является параллельной Землёй по отношению ко вселенной «Стрелы». а Барри Аллен случайно попадает туда. тестируя тахионное устройство. Он помогает Супергёрл справиться с Серебряной банши и ЛайвВайр взамен на помощь в возвращении домой. События данного эпизода соотносятся с одной из сцен эпизода «Против Зума» второго сезона «Флэша». Кроссовер потребовал «намного больше логистических усилий», поскольку Гастин всё время находится в Ванкувере, на съёмках «Флэша», в то время как «Супергёрл» снимается в Лос-Анджелесе. Продюсеры использовали именно персонаж Флэша, так как только он способен преодолеть барьер между мирами, а также потому что «с самого начала было увлекательно взять ветерана одного шоу и при помощи него вдохнуть что-то новое в другое шоу». По словам Берланти, в «совершенном мире» кроссовер мог бы похвастаться появлением как Гастина, так и Амелла с его Зелёной стрелой, «но в материально-техническом отношении любые попытки сделать кроссовер между тремя шоу обернулись бы настоящим кошмаром. Поэтому пришлось выбрать что-то одно». гастин был очень оптимистично настроен насчёт кроссоверов 2016 года, которые будут включать и остальные проекты вселенной «Стрелы».
В мае 2016 года было объявлено, что CBS отказались продлевать «Супергёрл» на второй сезон в собственной сети из-за проблем с бюджетом. В результате сериал сменил канал и со второго сезона начал выходить на The CW, по мнению руководства более подходящем для молодёжного телепроекта. Съёмки переместились из Лос-Анджелеса в Ванкувер. что позволило снизить затраты на производство, а также обеспечить больше материально-технических возможностей для создания кроссоверов. Премьера второго сезона была назначена на 10 октября 2016 года. Также было объявлено о том, что Супергёрл появится в качестве гостя во всех трёх частях масштабной серии кроссоверов «Вторжение!», однако Гуггенхайм сразу предупредил: «Она всего лишь появится в кроссовере, мы не собираемся делать „Супергёрл“ частью серии». Крайсберг также подтвердил, что несмотря на то, что сериал теперь транслируется на The CW. он не будет интегрирован во вселенную «Стрелы». Мир, в котором происходят его события, был обозначен как Земля-38, а Марк Гуггенхайм, один из создателей телесериала «Стрела», неофициально назвал её «Землёй CBS» в честь канала, на котором выходил первый сезон.
После глобального кроссовер-события Кризис на Бесконечных Землях Земля-38, на которой и происходили действия сериала Супергёрл была объединена с Землёй-1 и Землёй Чёрной Молнии (Земля-TUD5), что и интегрировало Супергёрл с остальными сериалами The CW и сделало данный сериал официальной "частью серии".

## Цифровые комиксы
| Серия комиксов        | Количество выпусков | Дата первого выпуска | Дата последнего выпуска | Сценарист(ы) | Художник(и) |
| --------------------- | ------------------- | -------------------- | ----------------------- | --- | --- |
| Стрела. Том 1         | 36                  | 28 ноября 2012 года  | 23 октября 2013 года    | Эндрю Крайсберг (# 1-8) Марк Гугенхайм (#1-12, 0) | Серджио Сандовал (#1-3, 5-6, 8, 10); Хорхе Хименес (#1-3); Майк Грелл (#1-4, 6, 9-10); Эрик Нгуен (#4, 9); Джулиан Татино Тедеско (#4); Ксерманико (#5-7, 10-11); Омар Франсиа (#5, 8, 11); Поль Си Гас (#6, 8); Виктор Дружинью (#6-8, 12); Ле Бо Андервуд (#7, 9); Аллан Джефферсон (#7, 9-12); Хуан Кастро (#7-8, 12); Джонас Триндейд (#11-12) |
| Стрела. Сезон 2.5     | 24                  | 8 октября 2014 года  | 9 сентября 2015 года    | Марк Гуггенхайм (#1-12); Юко Шимидзу (#4); Кето Шимидзу (#5)                                                                                                   | Джо Беннет (#1-5, 7-12); Джек Джедсон (#2); Крейг Юн (#3-5, 7-12); Шимон Кудранский (#4-7) |
| Флэш. Сезон 0         | 12                  | 1 октября 2014 года  | 2 сентября 2015 года    | Эндрю Крайсберг (#1-10); Брук Айкмайер(#4); Кэтрин Волкзак(#4); Лоен Церто (#7-9); Кай Ву (#7-9); Фил Хестер (#10); Бен Соколовски (#11); Стерлинг Гейтс (#12) | Фил Хестер и Эрик Гэпстур (#1-4, 6-11); Маркус Тоу (#5, 10); Ибрагим Мустафа (#12) |
| Стрела: Тёмный лучник | 12                  | 13 января 2016 года  | 15 июня 2016 года       | Джон Барроумен, Кэрол Барроумен, Марк Гуггенхайм, Эндрю Крайсберг                                                                                              | Дэниэл Сэмпер |

## Мини-сериалы

### Гонка крови
6 ноября 2013 года был выпущен мини-сериал, состоящий из шести короткометражных серий (длительность каждой серии — чуть более минуты) и получивший название «Гонка крови» (англ. Blood Rush). Впервые каждый эпизод был показан вместе с трансляцией сериала на канале The CW, а также был доступен онлайн. Спонсором каждого эпизода выступила компания Bose, производящая аудиоэлектронику, и эпизоды содержат продакт-плейсмент товаров от Bose. Мини-сериал был снят в Ванкувере, как и эпизоды основного сериала. В эпизодах фигурируют Эмили Бетт Рикардс, Колтон Хэйнс и Пол Блэкторн, вернувшиеся к своим ролям Фелисити Смоук, Роя Харпера и офицера Квентина Лэнса соответственно.
Комментарии:
1. ↑  Сериал не озвучивался на русский. Русское название неофициальное.

### Хроники Циско
19 апреля 2016 года состоялась премьера веб-сериала «Хроники Циско» (англ. Chronicles of Cisco) производства AT&T. Карлос Вальдес и Бритни Олдфорд вернулись к своим ролям Циско Рамона и Шоны Баэз соответственно.

## Мультсериалы

### Виксен
В январе 2015 года было объявлено, что каналом The CW готовится к выпуску новый сериал, который должен рассказать историю супергероини Виксен и выйти в конце 2015 года. События происходят во вселенной «Стрелы». Персонаж, как ожидалось, также появится в эпизодах «Стрелы» и/или «Флэша». Премьера всех шести эпизодов состоялась 25 августа 2015 года на потоковом сервисе The CW Seed, ориентированном, главным образом, на детскую аудиторию; «Виксен» вышел в формате анимационного веб-сериала. Гастин и Амелл повторили роли Барри Аллена / Флэша и Оливера Куина / Стрелы соответственно. В январе 2016 года глава The CW Марк Педовиц объявил о продлении сериала на второй сезон, который также будет состоять из 6 эпизодов. 24 февраля 2016 года, в рамках четвёртого сезона «Стрелы» вышел эпизод «Заложник», в котором Мегалин Эчиканвоке, озвучившая Виксен, исполнила роль своего персонажа вживую.
.

### Борцы за свободу: Луч
Борцы за свободу: Луч (англ. Freedom Fighters: The Ray) — анимационный сериал о Рэймонде Террилле / Луче, репортёре со способностями к фотокинезу, полученными в результате излучения от взрыва особой бомбы. Эту бомбу он находит в результате расследования действий правительства, которое хочет создать супер-солдат, способных управлять световыми волнами. Идея сериала возникла под впечатлением от серии комиксов Гранта Моррисона под названием The Multiversity. По словам Гуггенхайма, они решили представить Борцов за свободу и Землю-X, потому что «на то была особая причина». Также он отметил: «Моррисон придумал идею, на которую мы сразу откликнулись: команда Борцов за свободу состоит из тех, кого в первую очередь преследовали нацисты, то есть женщин, гомосексуалистов, евреев. Именно эту идею мы хотели реализовать. В то же время это история происхождения Луча».
Земля-X является частью мультивселенной и представляет собой мир, в котором нацистская Германия одержала победу во Второй мировой войне и в настоящем Америкой правит команда Новых Рейхсменов, в состав которых входит Овергёрл (альтернативная версия Супергёрл) и альтернативные версии супергероев вселенной «Стрелы». В команду Борцов за свободу помимо Луча входят Дядя Сэм, Человеческая бомба, Чёрный кондор, Призрачная леди и Красный торнадо. Кроме них в проекте появятся такие персонажи как Циско Рамон / Вайб, Кёртис Холт / Мистер Террифик, Мари МакКейб / Виксен.

### Константин: Анимация
В январе 2017 года было объявлено, что сериал «Константин» вернётся в виде анимации на канале The CW Seed. Президент The CW Марк Педовиц предупредил, что «в данный момент» никаких планов по поводу появления Константина, которого вновь озвучит Мэтт Райан, в сериалах вселенной «Стрелы» не имеется. Тем не менее, не исключено появление в новом анимационном веб-сериале и других персонажей ранее закрытого проекта. Исполнительными продюсерами данного проекта станут Грег Берланти, Сара Шечтер и Дэвид Гойер. На момент 2020 года вышел 5-серийный мультсериал 2018 года Константин: Город демонов, а также его расширенная версия в виде мультфильма, содержащая 20 минут дополнительных сцен. Данный проект является частью Анимационной вселенной DC (англ. DC Animated Movie Universe (DCAMU)), и на данный момент никак не связан со вселенной «Стрелы».

## Актёры и персонажи
| Персонаж                                     | Актёр                   | Телесериалы  | Телесериалы   | Телесериалы | Телесериалы             | Телесериалы | Веб-сериалы   | Веб-сериалы           |  |
| Персонаж                                     | Актёр                   | Стрела       | Флэш          | Супергёрл   | Легенды завтрашнего дня | Бэтвумен    | Виксен        | Борцы за свободу: Луч |  |
| -------------------------------------------- | ----------------------- | ------------ | ------------- | ----------- | ----------------------- | ----------- | ------------- | --------------------- |  |
| Мар Нову Монитор                             | Ламоника Гарретт        | Постоянно    | Постоянно     | Постоянно   | Постоянно               | Постоянно   |               |                       |  |
| Оливер Квин Стрела / Зелёная Стрела          | Стивен Амелл            | Постоянно    | Периодически  | Гость       | Периодически            | Гость       | ПериодическиГ |                       |  |
| Оливер Квин Стрела / Зелёная Стрела          | Мэттью Мерсер           |              |               |             |                         |             |               | ПериодическиГ         |  |
| Фелисити Смоук Наблюдатель                   | Эмили Бетт Рикардс      | Постоянно    | Периодически  | Гость       | Гость                   |             | ПериодическиГ |                       |  |
| Джон Диггл Спартанец                         | Дэвид Рэмси             | Постоянно    | Периодически  | Гость       | Гость                   |             |               |                       |  |
| Миа Смоук Блэкстар                           | Кэтрин Макнамара        | Постоянно    | Гость         | Гость       |                         | Гость       |               |                       |  |
| Малкольм Мерлин Тёмный лучник / Рас аль Гул  | Джон Барроумен          | Постоянно    | Гость         |             | Периодически            |             |               |                       |  |
| Лорел Лэнс Чёрная канарейка                  | Кэти Кэссиди            | Постоянно    | Гость         |             | Гость                   |             | ПериодическиГ |                       |  |
| Лорел Лэнс Чёрная сирена / Чёрная канарейка2 | Кэти Кэссиди            | Постоянно    | Гость         |             |                         |             |               |                       |  |
| Квентин Лэнс                                 | Пол Блэкторн            | Постоянно    | Гость         |             | Гость                   |             |               |                       |  |
| Дина Дрейк Чёрная Канарейка                  | Джулиана Харкави        | Постоянно    | Гость         |             | Гость                   |             |               |                       |  |
| Тея Куин Спиди                               | Уилла Холланд           | Постоянно    | Гость         |             |                         |             |               |                       |  |
| Кёртис Холт / Мистер Террифик                | Эчо Келлум              | Постоянно    |               |             | Гость                   |             |               | ГостьГ                |  |
| Рене Рамирес Дикий пёс                       | Рик Гонсалес            | Постоянно    |               |             | Гость                   |             |               |                       |  |
| Барри Аллен Флэш                             | Грант Гастин            | Периодически | Постоянно     | Гость       | Гость                   | Гость       | ПериодическиГ |                       |  |
| Барри Аллен Флэш                             | Скотт Уайт              |              |               |             |                         |             |               | ПериодическиГ         |  |
| Циско Рамон                                  | Карлос Вальдес          | Периодически | Постоянно     | Гость       | Гость                   |             | ПериодическиГ | ГостьГ                |  |
| Кейтлин Сноу Убийца Мороз                    | Даниэль Панабэйкер      | Периодически | Постоянно     | Гость       | Гость                   |             |               | ГостьГ                |  |
| Эобард Тоун Обратный Флэш                    | Том Кавана              | Периодически | Постоянно     | Гость       | Гость                   |             |               |                       |  |
| Эобард Тоун Обратный Флэш                    | Мэтт Летчер             |              | Периодически  |             | Постоянно               |             |               |                       |  |
| Айрис Уэст                                   | Кэндис Паттон           | Гость        | Постоянно     | Гость       | Гость                   | Гость       |               |                       |  |
| Харрисон Уэллс                               | Том Кавана              | Гость        | Постоянно     | Гость       | Гость                   |             |               |                       |  |
| Уолли Уэст Кид Флэш                          | Кейнан Лонсдейл         |              | Постоянно     | Гость       | Постоянно               |             |               |                       |  |
| Сесиль Хортон                                | Даниэль Николет         |              | Постоянно     | Гость       |                         |             |               |                       |  |
| Нора Уэст-Аллен Икс-Эс                       | Джессика Паркер Кеннеди |              | Постоянно     | Гость       |                         |             |               |                       |  |
| Кара Дэнверс Супергёрл38                     | Мелисса Бенойст         | Гость        | Гость         | Постоянно   | Гость                   | Гость       |               | ПериодическиГ         |  |
| Алекс Дэнверс38                              | Кайлер Ли               | Гость        | Гость         | Постоянно   |                         | Гость       |               |                       |  |
| Дж’онн Дж’онзз Марсианский охотник38         | Дэвид Хэрвуд            |              | Гость         | Постоянно   |                         |             |               |                       |  |
| Мон-Эл38                                     | Крис Вуд                |              | Гость         | Постоянно   |                         |             |               |                       |  |
| Ева Тешмахер38                               | Андреа Брукс            |              | Гость         | Постоянно   |                         |             |               |                       |  |
| Рэй Палмер Атом                              | Брэндон Раут            | Периодически | Гость         | Гость       | Постоянно               | Гость       | ПериодическиГ |                       |  |
| Сара Лэнс Белая канарейка                    | Кэйти Лотц              | Периодически | Гость         | Гость       | Постоянно               | Гость       |               |                       |  |
| Мик Рори Тепловая Волна                      | Доминик Перселл         | Гость        | Периодически  | Гость       | Постоянно               |             |               |                       |  |
| Мартин Штайн Огненный Шторм                  | Виктор Гарбер           | Гость        | Периодически  | Гость       | Постоянно               |             | ГостьГ        |                       |  |
| Кендра Сандерс Орлица                        | Сиара Рене              | Гость        | Периодически  |             | Постоянно               |             |               |                       |  |
| Гидеон                                       | Эми Пембертон           | ГостьГ       |               |             | Постоянно               |             |               |                       |  |
| Гидеон                                       | Морена Баккарин         |              | ПериодическиГ |             |                         |             |               |                       |  |
| Леонард Снарт Капитан Холод                  | Уэнтуорт Миллер         |              | Периодически  |             | Постоянно               |             |               |                       |  |
| Джефферсон Джексон Огненный Шторм            | Франц Драмех            | Гость        | Гость         | Гость       | Постоянно               |             | ГостьГ        |                       |  |
| Джон Константин                              | Мэтт Райан              | Гость        | Гость         |             | Постоянно               | Гость       |               |                       |  |
| Картер Холл Человек-ястреб                   | Фальк Хенчель           | Гость        | Гость         |             | Постоянно               |             |               |                       |  |
| Нэйт Хейвуд Сталь                            | Ник Зано                | Гость        |               |             | Постоянно               |             |               |                       |  |
| Кейт Кейн Бэтвумен                           | Руби Роуз               | Гость        | Гость         | Гость       |                         | Постоянно   |               |                       |  |
| Мари МакКейб Виксен                          | Мегалин Эчиканвоке      | Гость        |               |             |                         |             | ПостоянноГ    | ГостьГ                |  |
| Рэй Террил Луч                               | Рассел Тови             |              | Гость         | Гость       | Гость                   |             |               | ПостоянноГ            |  |

После того, как Уэнтуорт Миллер покинул основной состав «Легенд завтрашнего дня» после первого сезона, было раскрыто, что актёр подписал с каналом соглашение, из которого следует, что он войдёт в основной состав любого другого шоу вселенной «Стрелы». Соглашение в первую очередь касается его персонажа, Леонарда Снарта / Капитана Холода, который уже появлялся в телесериалах «Флэш» и «Легенды завтрашнего дня». Берланти признался, что это «первое соглашение, применимое не к одному шоу» и добавил, что «в случае успеха мы надеемся поступить также и с другими персонажами». Джон Барроумен подписал такое же соглашение в июле 2016, что значит он вновь станет постоянным персонажем в «Стреле», а также во «Флэше» и «Легендах завтрашнего дня». Примерно в то же время к соглашению присоединилась Кэти Кэссиди.

## Кроссоверы

### Официальные
| Телесезон | Название                       | Эпизоды | Эпизоды                                             | Эпизоды                                             | Эпизоды                                                 | Эпизоды                                             | Прим.                           |
| Телесезон | Название                       | «Супергёрл» | «Флэш»                                              | «Стрела»                                            | «Легенды завтрашнего дня»                               | «Бэтвумен»                                          | Прим.                           |
| --------- | ------------------------------ | --- | --------------------------------------------------- | --------------------------------------------------- | ------------------------------------------------------- | --------------------------------------------------- | ------------------------------- |
| 2014-15   | «Флэш против Стрелы»           | | 8 серия 1 сезона «Флэш против Стрелы» (1)           | 8 серия 3 сезона «Отважный и смелый» (2)            |                                                         |                                                     | [ 102 ]                         |
| 2014-15   | «Флэш против Стрелы»           | В Централ-сити появляется грабитель банков, одним взглядом заставляющий людей впадать в ярость и драться друг с другом. Тем временем в Старлинг-сити на агентов А. Р. Г. У. С. охотится убийца, мастерски владеющий бумерангами.                       |                                                     |                                                     |                                                         |                                                     | [ 102 ]                         |
| 2015-16   | «Герои объединяются»           | | 8 серия 2 сезона «Легенды сегодняшнего дня» (1)     | 8 серия 4 сезона «Легенды вчерашнего дня» (2)       | [ Прим. 1 ]                                             |                                                     | [ 103 ] [ 104 ]                 |
| 2015-16   | «Герои объединяются»           | Флэш и Зелёная стрела объединяются против бессмертного Вандала Сэвиджа, желающего убить Картера Холла и Кендру Сандерс, обладающих мистической способностью перерождаться после смерти.                                                                |                                                     |                                                     |                                                         |                                                     | [ 103 ] [ 104 ]                 |
| 2015-16   | «Лучшие в мирах»               | 18 серия 1 сезона «Лучшие в мирах» | [ Прим. 2 ]                                         |                                                     |                                                         |                                                     | [ 105 ] [ 106 ] [ 107 ] [ 108 ] |
| 2015-16   | «Лучшие в мирах»               | Во время испытания тахионного ускорителя Флэш открыл брешь на другую Землю и попал в мир Супергёрл. Объединившись, они побеждают Лайфвайр и Серебряную Баньши, а после Кара помогает Барри вернуться в его мир.                                        |                                                     |                                                     |                                                         |                                                     | [ 105 ] [ 106 ] [ 107 ] [ 108 ] |
| 2016-17   | «Вторжение!»                   | [ Прим. 3 ] | 8 серия 3 сезона «Вторжение!» (1)                   | 8 серия 5 сезона «Вторжение!» (2)                   | 7 серия 2 сезона «Вторжение!» (3)                       |                                                     | [ 86 ] [ 109 ] [ 110 ]          |
| 2016-17   | «Вторжение!»                   | Различные герои объединяют усилия, чтобы противостоять расе Доминаторов, вторгшейся на Землю. Сценарий к серии кроссоверов создан под влиянием мини-серии комиксов Invasion!.                                                                          |                                                     |                                                     |                                                         |                                                     | [ 86 ] [ 109 ] [ 110 ]          |
| 2016-17   | Динамический дуэт              | [ Прим. 4 ] | 17 серия 3 сезона «Дуэт»                            |                                                     |                                                         |                                                     | [ 111 ] [ 112 ] [ 113 ] [ 114 ] |
| 2016-17   | Динамический дуэт              | Команда Флэша объединяет усилия с Марсианским охотником и Мон-Элом, чтобы спасти Кару и Барри, попавших под воздействие сил Музыкального мастера и в результате ставших персонажами мюзикла.                                                           |                                                     |                                                     |                                                         |                                                     | [ 111 ] [ 112 ] [ 113 ] [ 114 ] |
| 2017-18   | «Кризис на Земле-X»            | 8 серия 3 сезона «Кризис на Земле-X» (1) | 8 серия 4 сезона «Кризис на Земле-X» (3)            | 8 серия 6 сезона «Кризис на Земле-X» (2)            | 8 серия 3 сезона «Кризис на Земле-X» (4)                |                                                     | [ 115 ] [ 116 ]                 |
| 2017-18   | «Кризис на Земле-X»            | Команда Стрелы, Супергёрл и Легенды прибывают в Централ-сити в качестве гостей на свадьбу Барри Аллена и Айрис Уэст. Однако торжество оказывается сорванным неожиданным вторжением Нео-нацистов с Земли-X.                                             |                                                     |                                                     |                                                         |                                                     | [ 115 ] [ 116 ]                 |
| 2018-19   | «Иные миры»                    | 9 серия 4 сезона «Иные миры» (3) | 9 серия 5 сезона «Иные миры» (1)                    | 9 серия 7 сезона «Иные миры» (2)                    |                                                         | [ Прим. 5 ]                                         | [ 117 ] [ 118 ]                 |
| 2018-19   | «Иные миры»                    | Вырванные из своих вселенных Флэш, Зелёная стрела и Супергёрл попадают в Готэм-сити, где должны остановить доктора Джона Дигана, у которого имеются свои планы на лечебницу Аркхем                                                                     |                                                     |                                                     |                                                         |                                                     | [ 117 ] [ 118 ]                 |
| 2019-20   | «Кризис на Бесконечных Землях» | 9 серия 5 сезона «Кризис на Бесконечных Землях» (1) | 9 серия 6 сезона «Кризис на Бесконечных Землях» (3) | 8 серия 8 сезона «Кризис на Бесконечных Землях» (4) | Спец-эпизод 5 сезона «Кризис на Бесконечных Землях» (5) | 9 серия 1 сезона «Кризис на Бесконечных Землях» (2) |                                 |
| 2019-20   | «Кризис на Бесконечных Землях» | Сверхсущество Монитор собирает супергероев, чтобы противостоять Анти-Монитору, который хочет уничтожить Мультивселенную. |                                                     |                                                     |                                                         |                                                     |                                 |
| 2021–22   | «Армагеддон»                   | [ Прим. 6 ] | 1 - 5 серии 8 сезона «Армагеддон» (1-5)             | [ Прим. 7 ]                                         | [ Прим. 8 ]                                             | [ Прим. 9 ]                                         |                                 |
| 2021–22   | «Армагеддон»                   | Могущественный пришелец прибывает на Землю при таинственных обстоятельствах. Барри, Айрис и команда Флэша оказываются прижатыми к стене в битве за судьбу этого мира. Времени мало, и Флэшу понадобится помощь старых друзей, чтобы победить силы зла. |                                                     |                                                     |                                                         |                                                     |                                 |

1. ↑  Хотя в данную серию кроссоверов не включаются «Легенды завтрашнего дня», она действительно впервые демонстрирует некоторых из персонажей, которые впоследствии стали частью данного сериала.
2. ↑  В начале эпизода «Против Зума» поясняется каким образом Флэш попал на Землю Супергёрл, однако дальнейшие события этой серии никак не связаны с событиями кроссовера
3. ↑  Несмотря на то, что эпизод «Медуза» считается лишь неофициальным началом кроссовера, он связывает события сериала «Супергёрл» с кроссоверами
4. ↑  Основные события кроссовера происходили в серии «Флэша». Шестнадцатый эпизод «Супергёрл», премьера которого состоялась 20 марта 2017 года, была связана с этими событиями лишь частично
5. ↑  Хотя в данной серии кроссоверов не было эпизода сериала «Бэтвумен», тут случилось первое появление персонажа Бэтвумен во вселенной «Стрелы».
6. ↑  Хотя в данной серии кроссоверов не было эпизода сериала «Супергёрл», во 2, 3 и 4 сериях кроссовера приняла участие Алекс Дэнверс (Страж) из сериала «Супергёрл».
7. ↑  Хотя в данной серии кроссоверов не было эпизода сериала «Стрела», в 5 серии кроссовера приняла участие Мия Смоук (Зелёная Стрела) из сериала «Стрела».
8. ↑  Хотя в данной серии кроссоверов не было эпизода сериала «Легенды завтрашнего дня», в 1 серии кроссовера принял участие Рэй Палмер (Атом) из сериала «Легенды завтрашнего дня».
9. ↑  Хотя в данной серии кроссоверов не было эпизода сериала «Бэтвумен», в 3 и 4 сериях кроссовера приняла участие Райан Уайлдер (Бэтвумен) из сериала «Бэтвумен».

### Неофициальные

#### Сезон 2013-14
Данный сезон стал вторым для телесериала «Стрела» и в нём появились некоторые персонажи, которые впоследствии стали частью основного состава находящегося тогда в разработке телесериала «Флэш»:
- Учёный и Три призрака — восьмой и девятый эпизоды второго сезона «Стрелы», в которых впервые появляется Барри Аллен, главный герой будущего спин-оффа. Именно эти две серии убедили канал The CW отдать предпочтение традиционной пилотной серии для «Флэша».
- Человек под капюшоном — девятнадцатая серия второго сезона «Стрелы» и первая, в которой появляются Циско Рамон и Кейтлин Сноу, одни из основных персонажей «Флэша». «Человек под капюшоном» позволил создателям выполнить изначальный план, связав три эпизода второго сезона «Стрелы» с «Флэшем», после того, как канал отозвал заказ на встроенный пилотный эпизод спин-оффа.

Также, на протяжении почти всех серий 2 сезона Стрелы в новостях Старлинг-Сити говорилось о скором запуске ускорителя частиц С.Т.А.Р. Лабс, взрыв которого впоследствии и дал силы Флэшу.

#### Сезон 2014-15
В телесезон 2014-15 годов вышли третий сезон «Стрелы» и первый — «Флэша». С него начинаются официальные ежегодные и одиночные кроссоверы этих двух сериалов.
Флэш
- Пилот — в серии появляется Оливер Квин в костюме Стрелы. С ним Барри Аллен советуется по поводу того, что ему делать с новообретёнными способностями.
- Во все тяжкие — по сюжету в Централ-Сити приезжает Фелисити Смоук, которая хочет повидать Барри Аллена после того, как он вышел из комы.
- Перебои в питании — одна из побочных сюжетных линий показывает противостояние полиции Централ-Сити и Уильяма Токмана / Короля часов, ранее появлявшегося в одном из эпизодов телесериала «Стрела».
- Команда звёзд — в серии в качестве гостей появились Фелисити Смоук и Рэй Палмер / Атом с целью модернизировать костюм последнего. Также оба помогают команде справиться с основным злодеем серии — Бри Ларван / Жукоглазой бандиткой.
- Кто такой Харрисон Уэллс? — по сюжету Циско и Джо Уэст едут в Старлинг-Сити, чтобы побольше узнать о настоящем Харрисоне Уэллсе. В эпизоде появляются капитан Квентин Лэнс и его дочь Лорел / Чёрная канарейка, которая просит Циско создать для неё звуковой девайс.
- Атмосфера безумия — в серии появляется Оливер Квин в костюме Лиги убийц. Он и Огненный шторм помогают Барри поймать Обратного Флэша.

Стрела
- Затишье — Барри Аллен звонит Оливеру Квину, говоря, что ему нужен совет.
- Сломанная стрела — в конце серии Рэй Палмер передаёт Циско Рамону мета-преступника, пойманного в этой серии.
- Меня зовут Оливер Квин — в эпизоде на краткое время появляется Флэш. Он спасает команду Стрелы в Нанда-Парбат и после недолгого разговора сразу же возвращается в Централ-Сити.

#### Сезон 2015-16
Флэш
- Король акул — в качестве гостей появляются Джон Диггл и Лайла Майклз, которые просят команду Флэша помочь справиться с мета-человеком, известным как Король акул и сбежавшим из тюрьмы А. Р. Г. У. С.
- Неуязвимый — одним из основных злодеев является двойник Лорел Лэнс, известная как Чёрная сирена.

Стрела
- Зелёная Стрела и Плач Канарейки — в обоих эпизодах имеется сцена, в которой Оливер стоит над могилой Лорел Лэнс и к нему подходит Барри Аллен, извиняется, что не был на похоронах, и позднее на сверхскорости убегает.
- Преследуемый — Оливер Квин зовёт Джона Константина, чтобы тот помог вернуть душу Сары Лэнс в её воскрешённое тело. Во флэшбеках показывают знакомство Оливера и Джона много лет назад на Лиань Ю.
- Заложник — эпизод показывает единственное на данный момент живое появление Мари МакКейб / Виксен в проектах вселенной «Стрелы». Оливер просит её помощи, чтобы спасти его сына Уильяма, похищенного Дэмианом Дарком.

Легенды завтрашнего дня
- Пилотная серия. Часть 1 — в серии можно заметить Оливера Квина, Лорел Лэнс и некоторых других персонажей «Стрелы» в сценах, где основные персонажи «Легенд завтрашнего дня» раздумывают над тем, принять ли им предложение Рипа Хантера.
- Стар Сити, год 2046 — одним из действующих персонажей является старый Оливер Квин, оставивший супергеройскую деятельность после того, как проиграл битву с новым Детстроуком и потерял руку. Также в этом эпизоде впервые появляется Джон Диггл-младший, сын Джона Диггла, который у него родился вместо дочери Сары в результате разрушения Флэшпоинта.
- Последнее пристанище — в одной из сцен появляется Квентин Лэнс.
- Легендарные — в конце серии Сара и её отец, Квентин Лэнс, вместе стоят над могилой Лорел.

#### Сезон 2016-17
Флэш
- Парадокс — Барри Аллен, исследуя возможные последствия разрушения Флэшпоинта, отправляется в Стар-Сити, встречается с Фелисити и узнаёт при помощи её компьютера единственное на тот момент изменение, связанное с его друзьями из Стар-Сити — рождение у Джона Диггла и Лайлы Майклз сына Джона-младшего вместо дочери Сары.
- Живой или мёртвый — Пока Циско и Цыганка сражаются по всей мультивселенной, они оказываются на Земле-38, входят в CatCo Worldwide Media и испаряются в портале. После чего Ева Тишмахер, смотря на всё это, говорит, что Нэшнл-Сити с каждым днём становится всё более странным местом.

Легенды завтрашнего дня
- Вне времени — в серии мэр Оливер Квин помогает Нейту Хейвуду найти пропавших Легенд.
- Мир смерти — в новой реальности, показанной в этом эпизоде, показывается С.Т.А.Р. Лабс, а также упоминается смерть Флэша и других героев.

Кроме того, главным злодеем 2 сезона сериала «Легенды завтрашнего дня» является Эобард Тоун — главный злодей телесериала «Флэш», а главной темой 2 сезона являются последствия разрушения Флешпоинта, созданного Барри Алленом, а также вырывания Эобарда Тоуна им из хронологии.
Стрела
- Кто ты? — в серии появляется Лорел Лэнс с Земли-2, которую Прометей вызволил из камеры С.Т.А.Р Лабс в Централ-Сити.
- Вторые шансы — Флэш и капитан Сингх предоставляют Оливеру информацию о Дайне Дрейк, которая ранее служила в полиции Централ-Сити, а теперь стала линчевателем в Хаб-Сити.

#### Сезон 2017-18
Флэш
- Девичник — Фелисити Смоук прибывает в Централ-Сити, чтобы участвовать в девичнике, который устроила Айрис перед своей свадьбой с Барри.
- Думай быстро — Дево принимает личину Джона Диггла, чтобы проникнуть на секретный объект А.Р.Г.У.С., после чего Флэш доставляет реального Диггла в С.Т.А.Р. Лабс, и команда Флэша убеждается, что на объект проник не он.

Легенды завтрашнего дня
- Аруба-кон — Когда Рип распустил команду, Нейт стал помогать Уолли защищать Централ-Сити.
- Возвращение Мэка — Просканировав отпечатки пальцев на часах и обнаружив там отпечатки Оливера Квина, Рэй и Джекс звонят команде Стрелы, чтобы выяснить, не является ли Оливер вампиром из прошлого.
- Бибо — бог войны — Сара встречает Джона Константина, который нуждается в помощи команды, чтобы совладать с демоном, вселившимся в девочку и знающим имя Сары.
- Дорогой папа — Легенды помогают Джону Константину противостоять Маллусу, который вселился в девочку, являющуюся дочерью Дэмиена Дарка.
- Опять двадцать пять — В китайской провинции Юньнань сбежавший Рип обнаруживает Уолли Уэста и просит его помощи.

Стрела
- Величайший трюк дьявола — Флэш доставляет Оливера Квина и Джона Диггла прямо к Кэйдену Джеймсу, чтобы они могли предоставить ему доказательства невиновности Оливера в убийстве его сына.

#### Сезон 2018-19
Флэш
- Король-Акула против Гориллы Гродда — Команда Флэша обращается за помощью к Лайле Майклз, чтобы А. Р. Г. У. С. предоставил им Короля-Акулу для тестирования лекарства для металюдей. Затем команда Флэша, А. Р. Г. У. С. и Король-Акула совместно противостоят Горилле Гродду.

Стрела
- Изумрудный Стрелок — Барри Аллен принимает участие в съёмках документального фильма про Команду Стрелы, рассказывая в интервью о своём отношении к Оливеру и его деятельности в качестве линчевателя.
- Потерянная Канарейка — Фелисити Смоук зовёт Сару Лэнс, чтобы та помогла ей убедить Лорел Лэнс с Земли-2 (Чёрную Сирену) не становиться снова преступницей.

#### Сезон 2019-20
Стрела
- Старлинг-Сити — Оливер Квин (Стрела) попадает на Землю-2, которая ранее была показана в сериале «Флэш».
- Исчезновение — Барри Аллен (Флэш), Кара Дэнверс (Супергёрл) и Сара Лэнс (Белая Канарейка) приходят на похороны Оливера Квина.

Флэш
- Вспышка молнии — В серии упоминается Оливер Квин и Кара в качестве жертв волны антиматерии в грядущем кризисе.
- Марафон — Джон Диггл приезжает в Централ-Сити, чтобы исполнить последнюю волю Оливера Квина и передать Барри Аллену первую маску Стрелы.

Бэтвумен
- Моя история длинная и печальная — В этой серии косвенно упоминался бунт в лечебнице Аркхем, произошедший во время событий кроссовера Иные миры[119]. Что интересно, из-за начала повествования сериала Бэтвумен в небольшом прошлом относительно других проектов вселенной «Стрелы» хронологически события серии происходят всего через пару недель после событий Иных миров.
- Расскажи мне правду — В данном эпизоде из уст одного из главных персонажей упоминается организация А.Р.Г.У.С., которая ранее была представлена в сериале «Стрела».
- Как всё теперь нетрадиционно — В серии упоминается смерть Оливера Квина, произошедшая в кроссовере Кризис на Бесконечных Землях.
- О, Мышь! — В серии показывается криптонит, как оружие способное уничтожить костюм Бэтвумен, а также упоминается Супермен, который дал его Брюсу Уэйну в пост-кризисной вселенной.

Легенды завтрашнего дня
- Тупичок мистера Паркера — Рене Рамирес (Дикий Пёс) делает Саре Лэнс предложение работать на него в Стар-Сити (на его предвыборной кампании).

#### Сезон 2021
Легенды завтрашнего дня
- Наземный контроль Сары Лэнс — Расследуя похищение Сары Лэнс инопланетянами, Ава и Нейт хотят обратиться за помощью в ДВО, но узнают, что он был разрушен Рама Ханом.

Бэтвумен
- Перерождение — Джон Диггл приезжает в Готэм и помогает Люку Фоксу справиться с депрессией после ранения и вновь найти смысл жизни.

Флэш
- Военнопленный — Джон Диггл приезжает в Централ-Сити, чтобы помочь команде Флэша справиться с нашествием годспидов из будущего.

Старгёрл
- Летняя школа: Глава девятая — Во флэшбеках показывают, как Джей Гаррик (Флэш) пришёл на похороны Ребекки МакНайдер, помогал Обществу Справедливости Америки в борьбе с Эклипсо и пытался отговорить Стармена от убийства человека-носителя Эклипсо.

#### Сезон 2021-22
Бэтвумен
- Встреться со своим создателем — Джон Диггл приезжает в Готэм и помогает Джаде Джет найти шокер Джокера.

Легенды завтрашнего дня
- Фиксированная точка и Ярость против машин — В Фиксированной точке Легенды сталкиваются с Эобардом Тоуном, который по воле духов времени защищает день убийства Франца Фердинанда от любых изменений временной хронологии.

Флэш
- Человек в жёлтом галстуке — Рэй Палмер связывается с командой Флэша и сообщает им, что Легенды тоже недавно столкнулись с Эобардом Тоуном в его изначальном облике. Джон Диггл посещает Эобарда Тоуна (в облике Харрисона Уэллса) на Лиань Ю и просит его помочь открыть инопланетный куб трансматерии, внутри которого лежит кольцо Зелёного Фонаря.

Старгёрл
- Друзья-враги – Глава тринадцатая: Расплата — В эпилоге 10 лет спустя Джей Гаррик (Флэш) прибегает в музей Общества Справедливости Америки и говорит Мраку, что тот нужен О.С.А. в очередном приключении.

#### Сезон 2023
Флэш
- Главным злодеем первых пяти эпизодов сезона выступает Райан Уайлдер (Красная Смерть) из параллельной реальности. В эпизоде «Маска Красной Смерти, Часть 2» появляется и помогает справиться с ней Райан Уайлдер (Бэтвумен) из этой реальности.
- Самые дикие сны — Ниа Нал (Сновидица) приезжает в Централ-Сити и при помощи Айрис Уэст-Аллен получает доступ к налторианской энергии снов.
- Это моя вечеринка, и я умру, если захочу — Джон Диггл приезжает в Централ-Сити на вечеринку по случаю 30-летия Барри Аллена. Позже все гости вечеринки подвергаются нападению Бладворка, который хочет покорить всю новую мультивселенную. Чтобы справиться с ним, Флэш прибегает к помощи Оливера Квина (Спектра), который временно возвращается в облике Зелёной Стрелы.

Титаны
- Чувак, где мой Гар? — Во время перемещения по красноте Гарфилд Логан (Бист-Бой) встречает Флэша, Старгёрл, Болотную Тварь, Шазама и Шефа Рокового Патруля, а затем встречает весь Роковой Патруль в полном составе.
- Игра окончена — Из-за воздействия красноты Бист-Бой, а затем и Старфаер, оказываются заперты в поместье Рокового патруля с Киборгом, Негативным человеком и Роботменом.

#### Другие
- Виксен — во многих сериях данного анимационного сериала появились персонажи из других проектов описанной вселенной, которые были озвучены теми же актёрами: Оливер Квин / Стрела, Барри Аллен / Флэш, Циско Рамон / Вайб, Фелисити Смоук / Око, Лорел Лэнс / Чёрная канарейка, Джефферсон Джексон и Мартин Штайн / Огненный шторм и Рэй Палмер / Атом.

## Продвижение
В апреле 2015 года. чтобы отпраздновать завершение третьего сезона «Стрелы» и первого сезона «Флэша» The CW выпустили краткий промо-ролик, который они назвали «Бойцовский клуб супергероев» (англ. Superhero Fight Club). Ролик представлял собой небольшие бойцовские турниры между героями и злодеями «Стрелы» и «Флэша». Среди персонажей можно было увидеть Стрелу, Флэша, Арсенала, Чёрную канарейку, Мерлина, Капитана Холода, Тепловую волну, Огненного шторма, Ра’с аль Гула, Обратного Флэша и Атома. В сентябре 2016 года был выпущен ролик «Бойцовский клуб супергероев. Версия 2.0», который должен был привлечь аудиторию ко всем сериалам вселенной «Стрелы», а также к «Супергёрл». Также было выпущено новое мобильное приложение, при помощи которого можно было посмотреть данный ролик. В новом «Бойцовском клубе» Зелёная стрела, Флэш. Атом. Белая канарейка, Огненный шторм и Супергёрл сражались против компьютерного симулятора боя, разработанного Циско Рамоном и Фелисити Смоук, а Диггл и Марсианский охотник выступают в качестве наблюдателей. После победы всех врагов в симуляторе героев ждал последний сюрприз от Циско — битва с гориллой Гроддом.

## Критика

### Рейтинги
| Сериал                  | Сезон | Сезон | Рейтинг Нильсена | Рейтинг Нильсена                        | Рецензии        | Рецензии   |
| Сериал                  | Сезон | Сезон | Ранг             | Среднее количество зрителей (миллионов) | Rotten Tomatoes | Metacritic |
| ----------------------- | ----- | ----- | ---------------- | --------------------------------------- | --------------- | ---------- |
| «Стрела»                |       | 1     | 130              | 11.68                                   | 91 %            | 73 из 100  |
| «Стрела»                |       | 2     | 128              | 13.52                                   | 100 %           | TBD        |
| «Стрела»                |       | 3     | 135              | 13.52                                   | 100 %           | TBD        |
| «Стрела»                |       | 4     | 145              | 13.50                                   | 100 %           | TBD        |
| «Стрела»                |       | 5     | TBD              | TBD                                     | 100 %           | TBD        |
| «Флэш»                  |       | 1     | 118              | 4.62                                    | 59 %            | 24 из 100  |
| «Флэш»                  |       | 2     | 112              | 4.24                                    | 27 %            | 1 из 100   |
| «Флэш»                  |       | 3     | TBD              | TBD                                     | 63 %            | 30 из 100  |
| Легенды завтрашнего дня |       | 1     | 135              | 3.16                                    | 58 %            | 58 из 100  |
| Легенды завтрашнего дня |       | 2     | TBD              | TBD                                     | 70 %            | TBD        |

### Отзывы
После выхода первого кроссовера с участием Стрелы и Флэша, Брайан Лори, пишущий для Variety, похвалил создателей за репликацию успеха «Стрелы», но «с более лёгким тоном» и «героем с истинными свехсилами» и назвал кроссовер «благоприятным моментом, чтобы все заинтересованные совершили короткий, но заслуженный круг почёта». Лори также отметил. что кроссовер «делает тонкую работу по объединению двух сериалов, хотя, вероятно, его целью не является привлечение к ними аудитории в большем количестве, чем уже есть». Мередит Бордерс из Birth.Movies.Death назвала кроссовер «забавным» и с одобрением добавила, что «произошло так много того, что не связано ни с одним сериалом, ни с другим — и это хорошо. С одной стороны кроссоверы были определённо открыты для новых зрителей или „Стрелы“, или „Флэша“ (или, что вероятнее, обоих), а с другой, каждый эпизод, обёрнутый в красивую обёртку, двигал сюжет дальше, не утруждаясь объяснять его для новичков. Новые зрители пойдут дальше и хорошо проведут время, а старые — вознаграждены значительным сдвигом в основной сюжетной линии».
С выходом трейлера к сериалу «Супергёрл» на страницах журнала Forbes появилась статья Пола Тэсси, в которой автор высказывал своё мнение о том, почему вселенная Супергёрл не должна быть частью вселенной «Стрелы»: для примера он взял момент в финале третьего сезона «Стрелы», в котором на краткий миг появляется Флэш, спасает главных героев и тут же убегает, сказав что «каждый должен сам решать свои проблемы», «странный момент», который показывает «трещины, [которые] формируются, когда перед вами всего два шоу, которые должны сотрудничать на постоянной основе». Тэсси тогда отметил дальнейшее усугубление этой проблемы с выходом «Супергёрл»: «Чем больше шоу вы имеете, тем больше героев вы представили и тем тяжелее объяснить почему они одни, а не снуют вокруг, помогая друг другу. У Супергёрл та же проблема с Суперменом, который, похоже, не является постоянным персонажем сериала, и я уверен, что будет много объяснений относительно того, почему он будет настолько занят, чтобы помочь Супергёрл в её финальной битве. Добавьте ещё „Стрелу“, „Флэша“ и „Легенды завтрашнего дня“ и уже будет трудно уследить… По-моему, Супергёрл имеет право начать без Стрелы и Флэша, прикрывающих ей спину, и найти себя прежде, чем стать частью общей вселенной».
Когда в эфир вышли «Легенды завтрашнего дня», Элис Уокер из ScreenRant написала о том, как сериал «повредил „Стреле“ и „Флэшу“». Она отметила, что необходимое минимальное условие для того, чтобы отделить последующее от предыдущего и сохранить элемент тайны, говорящий о качестве, «нужно „ждать и видеть“ отклик» от аудитории, в то время как «Легенды завтрашнего дня» устроили ажиотаж ещё до своего выхода, что привело к «спойлерам, встречам с фанфарами в ущерб остальным шоу». По мнению Уокер, те зрители, которые знают, какие персонажи появятся в «Легендах», лишились «острых ощущений» от другого сериала, так как эта информация раскрыла будущие повороты сюжета, такие как воскрешение Сары Лэнс или тот факт, что Рэй Палмер «никоим образом не помешает отношениям Оливера [Куина] и Фелисити [Смоук] и не сможет долго быть во главе Palmer Technologies, так как ему предстоит стать частью команды Легенд». Кроме того, от попытки продвижения «Легенд завтрашнего дня» пострадал ежегодный кроссовер «Стрелы» / «Флэша», в котором «оказалось слишком много сюжетных линий и всё закончилось тем, что ты чувствуешь себя участником соревнований в синхронности с продюсерами, которые откусывают больше, чем могут проглотить. Кроссовер больше не ставил перед собой цель объединить два шоу, теперь он создавал нечто большее, совершенно новый мир». Уокер добавила также, что премьера «Легенд» «означает, что „Стрела“ и „Флэш“ могут наконец прекратить посвящать так много времени закладке фундамента для кроссовера и снова сосредоточиться на основных принципах своих шоу».

## Мультивселенная
В октябре 2014 года представитель DC Comics Джефф Джонс объявил о создании новой, снятой по комиксам DC киновселенной, схожей с Кинематографической вселенной Marvel, но при этом имеющей существенное отличие — события фильмов киновселенной и события сериалов вселенной «Стрелы» будут происходить в разных вселенных, но в одной мультивселенной. По словам Джонса это поможет «всем сделать самый хороший продукт, рассказать наилучшую историю, создать лучший мир».
Во втором сезоне телесериала «Флэш» основной аркой является существование этой мультивселенной. Также была представлена Земля-2, на которой существуют двойники персонажей сериалов вселенной «Стрелы» (или Земли-1). В серии того же сезона «Добро пожаловать на Землю-2», в сцене, где Флэш и его союзники проходят туннель между различными версиями Земли можно увидеть Мелиссу Бенойст в образе Супергёрл (из одноимённого сериала 2015 года) и Джона Уэсли Шиппа как Барри Аллена из сериала о Флэше 1990/91 года (что намекает, что события этих сериалов происходят в параллельных Земле-1 мирах). В первом сезоне сериала «Супергёрл» состоялся кроссовер с сериалом «Флэш» под названием «Лучшие в мирах»: по сюжету Барри Аллен с Земли-1, испытывая устройство на базе тахионного ускорителя, пробивает барьер между мирами и прибывает на Землю Супергёрл (Марк Гуггенхайм, один из создателей телесериала «Стрела», пошутил, сказав, что все события «Супергёрл» происходят на некой «Земле CBS», а в серии «Флэша» «Вторжение!» Циско определил эту вселенную как Землю-38).
Новые факты из кроссовера «Кризис на Бесконечных Землях»:
- Земля-Прайм — Появилась после Кризиса на Бесконечных Землях в спец-эпизоде 5 сезона сериала «Легенды завтрашнего дня» из объединения Земли-1, Земли-38 и Земли-TUD5 (Земли Чёрной Молнии). Здесь происходит действие веб-сериала «Виксен». Также здесь происходило и завершилось действие сериалов «Стрела», «Чёрная Молния», «Супергёрл», «Легенды завтрашнего дня», «Бэтвумен» и «Флэш».
- Земля-1 — Бывшая основная вселенная, здесь происходило действие сериалов «Стрела», «Флэш», «Легенды завтрашнего дня», «Бэтвумен», «Константин» и веб-сериала «Виксен». Была уничтожена волной антиматерии в 9 серии 6 сезона сериала «Флэш». После Кризиса на Бесконечных Землях в спец-эпизоде 5 сезона сериала «Легенды завтрашнего дня» объединена с Землёй-38 и Землёй-TUD5 (Землёй Чёрной Молнии) в Землю-Прайм.
- Земля-2 — Родная Земля Харрисона «Харри» Уэллса и Джесси Квик. Впервые была показана во 2 сезоне сериала «Флэш». Была уничтожена волной антиматерии в 1 серии 8 сезона сериала «Стрела». После Кризиса на Бесконечных Землях восстановлена. Здесь происходило и завершилось действие сериала «Старгёрл».
- Земля-3 — Родная Земля Джея Гаррика и Джоан Уильямс (двойников родителей Барри Аллена с Земли-1).
- Земля-9 — Здесь происходит действие сериала «Титаны».
- Земля-12 — Здесь происходило действие фильма «Зелёный Фонарь».
- Земля-13 — Здесь за год до Кризиса погибла Майя (приёмная дочь Харрисона «Нэша» Уэллса и двойник Аллегры с Земли-Прайм).
- Земля-16 — Здесь во время Кризиса случайно упала капсула с Джонатаном (сыном Супермена и Лоис Лейн с Земли-38). На этой Земле Сара Лэнс погибла при крушении «Гамбита Квинов» и не стала Белой Канарейкой, а Оливер Квин потерял руку, но заменил её на бионическую (как и Оливер с Земли-1 в альтернативном будущем 2046 году в серии «Стар-сити, год 2046» в сериале «Легенды завтрашнего дня»).
- Земля-18 — Здесь находилась Яма Лазаря, куда герои принесли тело Оливера Квина с Земли-1, после того как он погиб в бою с армией теневых демонов на Земле-38. Здешний Джона Хекс был без фирменного шрама, но Сара оставила ему шрам на лице, пояснив это «ты так и так получишь этот шрам, Джона».
- Земля-19 — Родная Земля Харрисона «H.R» Уэллса, Цыганки и Брешера, где они возглавляют организацию Охотников за Головами, охотящихся по всей Мультивселенной, также Флэшем на этой Земле является Ускоренный Человек. Здесь происходило действие сериала «Болотная тварь».
- Земля-21 — Здесь происходит действие сериала «Роковой патруль».
- Земля-38 — Здесь происходило действие сериала «Супергёрл». Была уничтожена волной антиматерии в 9 серии 5 сезона сериала «Супергёрл». Также в этой вселенной существовала планета Арго-сити под красным солнцем. На этой планете были Супермен, Лойс Лейн и их сын — Джонатан, а также мама Кары. Эта планета тоже была уничтожена волной антиматерии в 9 серии 5 сезона сериала «Супергёрл». После Кризиса на Бесконечных Землях в спец-эпизоде 5 сезона сериала «Легенды завтрашнего дня» объединена с Землёй-1 и Землёй-TUD5 (Землёй Чёрной Молнии) в Землю-Прайм.
- Земля-66 — Здесь происходило действие сериала «Бэтмен» 1966—1968 годов.
- Земля-74 — Здесь почти все Легенды завтрашнего дня ушли на покой, и единственным пассажиром «Волнолёта» остался Мик Рори.
- Земля-75 — Супермен с этой Земли был убит Лексом Лютором с Земли-38 в 9 серии 1 сезона сериала «Бэтвумен».
- Земля-89 — Здесь происходило действие серии фильмов о «Бэтмене» Тима Бёртона и Джоэла Шумахера.
- Земля-90 — Здесь происходило действие сериала «Флэш» 1990—1991 годов. Большая часть героев этой Земли была уничтожена Монитором.
- Земля-96 — Здесь происходило действие фильмов «Супермен», «Супермен 2» и «Возвращение Супермена».
- Земля-99 — Бэтмен на этой Земле отказался от кодекса и начал убивать злодеев. Он также убил Супермена, но после схватки с ним стал инвалидом и ходил в экзоскелете. Кейт Кейн на этой Земле погибла за 5 лет до Кризиса. В 9 серии 1 сезона сериала «Бэтвумен» Бэтмен погиб в схватке с Бэтвумен с Земли-1 и Супергёрл с Земли-38.
- Земля-167 — Здесь происходило действие сериала «Тайны Смолвиля».
- Земля-203 — Здесь происходило действие сериала «Хищные птицы». Была уничтожена волной антиматерии в 9 серии 6 сезона сериала «Флэш».
- Земля-221 — Родная Земля Харрисона «Шерлёка» Уэллса.
- Земля-666 — Здесь происходит действие сериала «Люцифер».
- Земля-719 — Родная Земля Харрисона «Нэша» Уэллса.
- Земля-Х — Здесь Вторая мировая война закончилась победой «Оси». На этой Земле происходили события Кризиса на Земле-X. Здесь происходит действие веб-сериала «Борцы за свободу: Луч».
- Земля-TUD5 — Здесь происходили события сериала «Чёрная Молния». Эта Земля была уничтожена волной антиматерии, как и большинство других, но Пария спас Джефферсона Пирса. После Кризиса на Бесконечных Землях в спец-эпизоде 5 сезона сериала «Легенды завтрашнего дня» объединена с Землёй-1 и Землёй-38 в Землю-Прайм.
- Земля-TUD25 — Здесь происходит действие сериала «Супермен и Лоис».
- Расширенная вселенная DC — Здесь происходят события фильмов Человек из стали, Бэтмен против Супермена: На заре справедливости, Отряд самоубийц (фильм, 2016), Чудо-женщина (фильм), Лига справедливости (фильм), Аквамен (фильм), Хищные птицы: Потрясающая история Харли Квинн, Чудо-женщина: 1984 и Отряд самоубийц: Миссия навылет.

После Кризиса все супергерои считали, что мультивселенная мертва, и осталась лишь новая Земля - Прайм, но в 9 серии 9 сезона "Флэша" после того, как Барри был смертельно ранен рукой Кид Флэша, заражённого Бладворком, Флэш попал в чистилище, где встретил Оливера Куина (Спектора), который рассказал ему, что во время кризиса он создал не только Землю-Прайм, но и целую мультивселенную взамен павшей. А также Красная Смерть прибыла с Земли - 4125.

## Заметки
1. ↑  Вселенная Зелёного фонаря была представлена в конце 5-й части кроссовера Кризис на бесконечных землях и использовала кадры из фильма Зелёный фонарь (2011), тем не менее существует мнение что таким образом был представлен новый сериал от HBO MAX Зелёный фонарь (2020), который не имеет никакого отношения к фильму 2011 года